# 石下站 (日本)
石下站（日语：／ Ishige eki */?）是位於茨城縣常總市新石下，屬於關東鐵道的常總線車站。

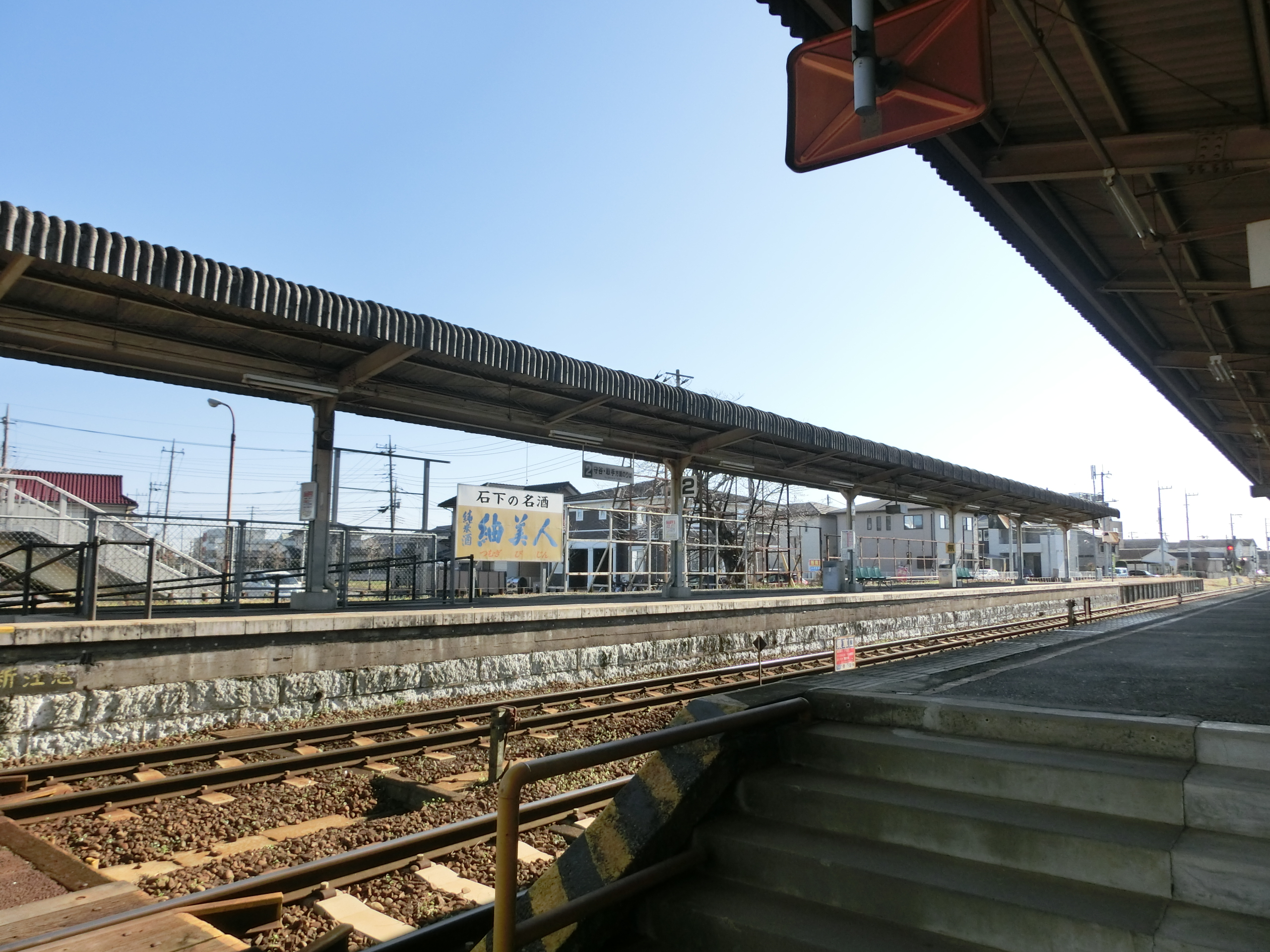
月台（2020年1月）

## 概要
此站是常總市（舊·石下町）的中心車站，鄰近石下地區中心、常總市政廳石下廳舍、常總市地域交流中心（豐田城）。

### 在此站行走的運行形態
- 上行（水海道、守谷、取手方向）
  - 日間每小時設有1-3班普通列車（前往取手，部分前往守谷）停靠。部分列車可在水海道轉乘另一架前往取手[注釋 1][3]。
- 下行（下妻、下館方向）
  - 日間每小時設有1-2班普通列車（前往下館）停靠，晚間設有前往下妻的班次[3]。

## 歷史
- 1913年（大正2年）11月1日 - 常總鐵道（日语：常総鉄道）車站啟用[1]。
- 1945年（昭和20年）3月30日 - 與筑波鐵道（第一代）（日语：筑波鉄道 (初代)）合併，成為常總筑波鐵道（日语：常総筑波鉄道）車站[1]。
- 1965年（昭和40年）6月1日 - 與鹿島參宮鐵道（日语：鹿島参宮鉄道）合併，成為關東鐵道車站[1]。
- 2009年（平成21年）3月14日 - 此站可以使用IC卡PASMO[1]。
- 2010年（平成22年）9月1日 - 部分時段（上午10時至下午4時）沒有車站職員當值[1][4]。
- 2013年（平成25年）5月16日 - 車站職員當值時間縮小，改為早上7至11時[5]。
- 2015年（平成27年）9月10日 - 發生常總水災（日语：関東・東北豪雨）。車站回復需要1個月。

## 車站構造
此站是地面車站，設有2面2線的相對式月台，可進行列車交會。月台靠近下館一方設有站內平交道。取手方向月台為島式，但是月台外側現時沒有使用。另外，月台未使用部分計劃為待避線，因此計劃快速列車可在此站追越。
車站出口只在西邊，東西兩方則透過跨線橋連接。此站是委託車站，在2010年部分時段沒有車站職員當值。2013年5月，此站的當值時段縮短，時間從7時至11時。站內的商店已經關閉，遺址則設有自動販賣機。

### 月台
| 月台 | 路線    | 方向           |
| ---- | ------- | -------------- |
| 1    | ■常總線 | 下館方向       |
| 2    | ■常總線 | 守谷、取手方向 |

## 使用狀況
以下為近年乘車人次變化。
| 乘車人員變化 | 乘車人員變化 |
| 年度         | 1日平均人次  |
| ------------ | ------------ |
| 2005         | 348          |
| 2006         | 381          |
| 2007         | 427          |
| 2008         | 455          |
| 2009         | 440          |
| 2010         | 433          |
| 2011         | 420          |
| 2012         | 433          |
| 2013         | 409          |
| 2014         | 418          |
| 2015         | 396          |
| 2016         | 414          |
| 2017         | 431          |
| 2018         | 448          |

## 車站周邊
車站西邊設有鬼怒川。車站附近為石下市區，該處設有金融機構、小規模餐廳和商店。在車站步行圈內設有食品超級市場和家居中心。鄰接車站設有泊車轉乘專用停車場，可容納60架車輛。
- JA常總光 石下分店
- 常總市政廳 石下廳舍
- 常總市地域交流中心（豐田城（日语：豊田城））
- 綜合福祉中心
- 石下消防分署
- 長塚節生家
- 石下郵局
- 石下商店街
- 米利（日语：コメリ）
- Trial
- Eco's Co

## 巴士路線
站前設有關鐵紫色巴士路線，但是班次較少。
- 關鐵紫色巴士
  - [19] 經筑波中心（日语：つくばセンター）前往土浦站 - 3往返班次
  - 前往鬼怒中學前 - 1往返班次（學校假期暫停服務）
  - 前往下妻站 - 只陽寒假的平日服務，單向1班

在土浦站系統中，於2019年6月前平日只有4往返班次。曾經設有茨城觀光自動車（茨觀）巴士路線，在站前通上設有獨自的候車室。現時候車室變成了單車停泊處。
另外，當舉行全日本道路錦標賽時，此站設有直接前往筑波賽道的免費接送巴士。

## 相鄰車站
關東鐵道
■常總線
快速
水海道－石下－下妻
普通
南石下－石下－玉村

## 注腳

## 外部連結
- 石下站 | 車站案內 （页面存档备份，存于）（日語） - 關東鐵道